# Greensboro (Florida)
Greensboro ist eine Stadt im Gadsden County im US-Bundesstaat Florida. Das U.S. Census Bureau hat bei der Volkszählung 2020 eine Einwohnerzahl von 461 ermittelt. 

## Geographie
Greensboro liegt rund 15 km westlich von Quincy sowie etwa 40 km westlich von Tallahassee.

## Demographische Daten
Laut der Volkszählung 2010 verteilten sich die damaligen 602 Einwohner auf 229 Haushalte. Die Bevölkerungsdichte lag bei 231,5 Einw./km². 39,2 % der Bevölkerung bezeichneten sich als Weiße und 27,6 % als Afroamerikaner. 29,6 % gaben die Angehörigkeit zu einer anderen Ethnie und 3,7 % zu mehreren Ethnien an. 49,3 % der Bevölkerung bestand aus Hispanics oder Latinos.
Im Jahr 2010 lebten in 41,4 % aller Haushalte Kinder unter 18 Jahren sowie 26,1 % aller Haushalte Personen mit mindestens 65 Jahren. 71,4 % der Haushalte waren Familienhaushalte (bestehend aus verheirateten Paaren mit oder ohne Nachkommen bzw. einem Elternteil mit Nachkomme). Die durchschnittliche Größe eines Haushalts lag bei 2,97 Personen und die durchschnittliche Familiengröße bei 3,48 Personen.
34,2 % der Bevölkerung waren jünger als 20 Jahre, 25,4 % waren 20 bis 39 Jahre alt, 26,7 % waren 40 bis 59 Jahre alt und 13,5 % waren mindestens 60 Jahre alt. Das mittlere Alter betrug 33 Jahre. 46,3 % der Bevölkerung waren männlich und 53,7 % weiblich.
Das durchschnittliche Jahreseinkommen lag bei 30.081 $, dabei lebten 36,4 % der Bevölkerung unter der Armutsgrenze.
Im Jahr 2000 war Englisch die Muttersprache von 63,96 % der Bevölkerung und spanisch sprachen 36,04 %.

## Sehenswürdigkeiten
Am 10. Mai 2006 wurde das Dezell House in das National Register of Historic Places eingetragen.

## Verkehr
Greensboro wird von der Florida State Road 12 durchquert. Der nächste Flughafen ist der Tallahassee International Airport (rund 45 km südöstlich).